# Tätort
Tätort (ze szw. dosłownie „gęsto (zabudowana) miejscowość”; tłumaczenie ang. urban area lub locality) – termin używany w Szwecji na określenie miejscowości o liczbie mieszkańców 200 lub więcej, gdzie odległość między zabudowaniami mieszkalnymi nie przekracza 200 m oraz gdzie odsetek domów letniskowych nie jest większy niż 50%.
Definicja ta została wypracowana i przyjęta w 1960 na spotkaniu szefów urzędów statystycznych państw nordyckich jako wspólna i obowiązująca w tych krajach. W Finlandii używa się odpowiednio terminu taajama, w Danii byområde i w Norwegii tettsted (bokmål) lub tettstad (nynorsk).

## Szwecja

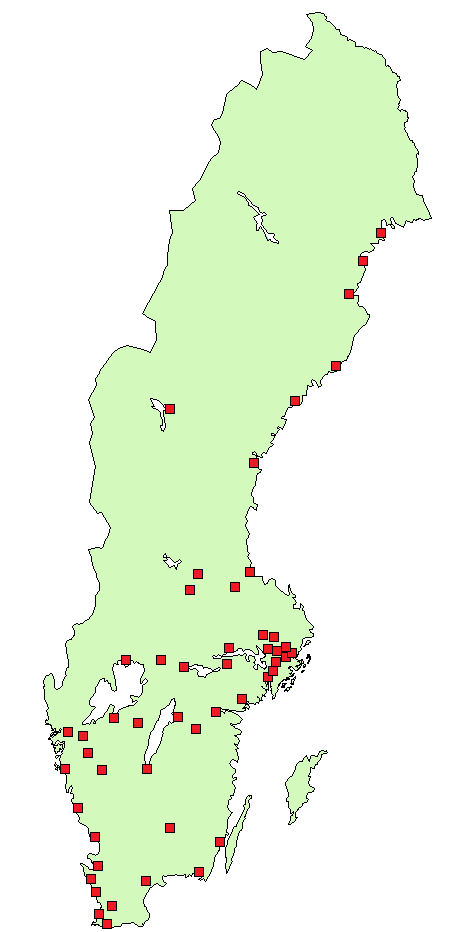
Położenie 50 największych tätortów Szwecji (2005)

Tätort jest jedną z dwóch typów jednostek osadniczych w Szwecji (drugą jest småort). Ponieważ liczba mieszkańców i gęstość zabudowania ciągle się zmieniają, tak też zmieniają się grupy tätorter i småorter. W Szwecji nowy podział przeprowadza co 5 lat Centralne Biuro Statystyczne (Statistiska centralbyrån – SCB). Podział ten jest całkowicie niezależny od istniejącego i obowiązującego podziału administracyjnego i przeprowadza się go według powyższej definicji. Tätort może z tego powodu znajdować się w granicach kilku gmin (np. tätort Sztokholm, obejmujący obecnie 12 gmin). Dzielnica miasta może także stanowić własny, odrębny tätort (np. Sävja – Uppsala). Obszar, który nie jest zaliczony do tätortu, SCB określa jako obszar „poza tätortem” (utanför tätort) i są to mniejsze skupiska zabudowań takie jak småort, kolonie domków letniskowych (fritidhusområde), obszary przemysłowe oraz tereny rolnicze.
Większy obszar, na którym znajduje się kilka związanych ze sobą i od siebie zależnych tätortów stanowi tätortsregion lub region miejski (stadsregion). Jest to miejscowość centralna (centralort lub huvudort) oraz otaczające ją przedmieścia (förorter). Poszczególne przedmieścia mogą posiadać własne centrum handlowo-usługowe czy administracyjne, ale są jednocześnie silnie zależne od miejscowości głównej (rynek pracy, placówki kulturalne, edukacja itp.).
Nazwy dla nowo wydzielonych tätortów zatwierdza urząd geodezyjny (Lantmäteriet) w porozumieniu z zarządami regionów (Länstyrelse) i innymi urzędami. Każdy tätort, poza swoją nazwą, ma przydzielony 4-cyfrowy kod (tätortskod), np. Sztokholm – 0336.

### Historia
Do 2. poł. XIX w. pojęcie tätort odnosiło się tylko do miast (szw. stad, l.mn. städer), a więc do miejscowości posiadających prawa miejskie. Rzeczywisty obszar osadnictwa pokrywał się wówczas w znacznej mierze z jednostkami podziału administracyjnego. Od 2. poł. XIX w. industrializacja Szwecji i budowa sieci linii kolejowych przyczyniły się do powstania nowych typów osad i miejscowości, z reguły bez administracyjnego statusu miasta. Części z nich nadano rangę miejscowości municypalnych (municipalsamhälle) lub köping, inne zaś pozostały w ujęciu administracyjnym obszarami rolniczymi (landsbygd). Występowały jeszcze tzw. osady poza granicami miasta (utomgränsbebygelse), ściśle jednak, przede wszystkim ekonomicznie, z miastem związane. Z czasem zostały one przekształcone w miejscowości municypalne i następnie wchłonięte w granice miasta (np. Sofielund – Malmö).
Konieczne stało się stworzenie nowego pojęcia na określenie gęsto zabudowanych obszarów bez względu na obowiązujące wtedy granice administracyjne. W 1900 po raz pierwszy przedstawiono dane o „miejscowościach podobnych do köping” (köpingsliknande samhällen). W l. 1920–1945 mieszkańców tzw. tätortów administracyjnych (administrativ tätort), tj. miast, köping, köping municypalnych i miejscowości municypalnych, zaliczano do ludności tätortu. Samo pojęcie tätort, jako określenie obszaru zabudowanego, wprowadzono w celach statystycznych w 1930.
Od reformy administracyjnej z 1971 i wprowadzenia jednolitego typu gmin, posiadanie przez miasto praw miejskich, poza walorami prestiżowymi i historycznymi, straciło praktyczne znaczenie. Miejscowości posiadające prawa miejskie przed 1971 (podobnie jak i pozostałe miejscowości spełniające warunki definicji) klasyfikowane są jako tätorty. W praktyce jednak używa się dla nich określenia miasto (nie tätort), np. Stockholms stad, Solna stad.

### Statistiska centralbyrån(SCB) i ustalanie granic tätortów
SCB ustala granice tätortów i wylicza ich zaludnienie co 5 lat. Rezultaty z 2010 zostały opublikowane 16 czerwca 2011. SCB posługuje się, z pewnymi wyjątkami, wspólną, ustaloną w 1960, skandynawską definicją tätortu.
Według spisu z 2010 w Szwecji znajdowało się 1956 tätortów. W okresie 2005–2010 pojawiło się 59 nowych tätortów. Jednocześnie 42 miejscowości przestały być tätortami, co oznacza, że albo liczba ich mieszkańców spadła poniżej 200 (w 29 przypadkach), albo na skutek „zrośnięcia się” z innym tätortem zniknęły z listy (12 przypadków). W jednym przypadku także ze względu na to, że liczba domów letniskowych przekroczyła 50% wszystkich zabudowań.
Powierzchnia tätortu może się zmienić w okresach pomiędzy kolejnymi spisami. Pojedyncze småort lub zabudowania na obszarach rzadko zaludnionych (glesbygd) mogą „zrosnąć się” ze sobą, np. poprzez wybudowanie budynku mieszkalnego w ten sposób, że odległość między zabudowaniami będzie mniejsza niż 200 m lub odwrotnie, gdy położone pomiędzy zabudowanie zostanie wyburzone.
W 2010 roku w 1956 tätortach mieszkało łącznie 8 016 000 osób, tj. 85% ludności Szwecji. Według danych z 2005 liczba ta wynosiła 7 633 000 osób w 1940 tätortach.